# Landolfo Maramaldo
Landolfo Maramaldo, le cardinal de Bari (né dans le royaume de Naples, Italie,  et mort à Constance le 16 octobre 1415) est un cardinal italien du XIVe siècle et du début du XVe siècle .

## Biographie
Maramaldo est élu archevêque de Bari en 1378, mais ne peut pas prendre possession de son archidiocèse, parce que la reine Jeanne Ire de Naples soutient l'antipape Clément VII.
Le pape Urbain VI le crée cardinal lors du consistoire du 21 décembre 1381. Avec le cardinal Pietro Pileo di Prata, il écrit une lettre contre la violence  du pape Urbain VI, mais celui-ci dépose Maramaldo comme partisan de Charles III de Naples. Le pape Boniface IX le rétablit et il est nommé légat à  Florence et à Pérouse.
Maramaldo  participe  au conclave de 1406, lors duquel Grégoire XII est élu, au conclave de 1409 (élection de l'antipape Alexandre V et au conclave de 1410 (élection de l'antipape Jean XXIII). Il est légat de l'antipape Jean XXIII en Espagne et essaie de faire abdiquer l'antipape Benoît XIII -  sans succès.
Après l'accord entre l'antipape Jean XXIII et le roi Ladislas Ier de Naples en juillet 1313, le cardinal Maramaldo est pris en otage  et tenu  à Naples  jusqu'à sa libération par la reine Jeanne II. Il se rend alors au concile de Constance, mais meurt pendant ce concile.